# Джераче
Джераче (итал. Gerace, сиц. Jeraci, Geraci, Jaraci, местн. Jeràci, от греч. Ιέραξ, Γεράκιον, Иеракс, Геракион — «сокол», греч.-калабр. Ièrax, Jèrax) — коммуна в Италии, расположена в области Калабрия, подчиняется административному центру метропольный город Реджо-ди-Калабрия.
Расположена на склоне хребта Аспремонте, в 6 км от берега Ионического моря и порта Локри. Член ассоциации «Самые красивые городки Италии».
Население коммуны составляет 3007 человек, плотность населения — 107 чел./км². Коммуна занимает площадь 28 км².  
Почтовый индекс — 89040. Телефонный код — 0964.  
Покровителями коммуны почитаются Пресвятая Богородица, святая Венеранда и святой Антоний, празднование 23 августа. 

## История
Поселение живописно расположено на 500-метровом утёсе, откуда просматривается морской берег. По данным археологии это выгодно расположенное место было занято ещё сикулами, а потом римлянами. Превращение деревеньки Санта-Чириака (Santa Ciriaca) в полноценный средневековый город историки связывают с перетоком населения (преимущественно греческого) из близлежащего приморского полиса Локры (который в тёмные века европейской истории регулярно подвергался набегам с моря).
После недолгого господства арабов в конце X века Джераче был укреплён норманнами (ныне замок в руинах) и стал центром маркграфства, которое в разное время принадлежало адмиралу Руджеро Лауриа, генералу Гонсало Фернандесу де Кордова и князьям рода Гримальди. В XIV веке местную епископскую кафедру занимали Варлаам Калабрийский и Симон Атуманос. В конце этого века большинство населения всё ещё составляли православные греки. 
Сохранились романский собор XI века (один из крупнейших в Калабрии) и ряд средневековых церквей, часть из которых ещё в конце XV века оставались православными.
В середине XIX века на берегу моря была построена железнодорожная станция Джераче-Марина («Морской Джераче»). Посёлок вокруг станции разросся и был при Муссолини переименован в Локри в честь древнего города. 